# Olo Walicki
Olo Walicki, właściwie Olgierd Zdzisław Walicki (ur. 21 grudnia 1974 w Gdańsku) – polski kontrabasista jazzowy, związany z nurtem yassu; jest również kompozytorem, aranżerem, producentem.

## Życiorys
Pierwszy zespół Walickiego to „Niebieski Lotnik”, założony w 1989 roku z Mazzolem. Współpracował następnie z Łoskotem oraz z Maciejem Sikałą. Walicki dołączył potem do kwartetu Zbigniewa Namysłowskiego (gdzie grał z Grzegorzem Grzybem i Krzysztofem Herdzinem, później ze Sławomirem Jaskułkem).
Kontynuował współpracę z Grzegorzem Grzybem w ramach projektu Muńka Staszczyka Szwagierkolaska (reinterpretującego piosenki S. Grzesiuka).
Walicki stale współpracuje z pianistą jazzowym Leszkiem Możdżerem. W 2003 Walicki napisał muzykę do sztuki Ingmara Vilquista Sprawa Miasta Ellmit dla Teatru Wybrzeże.
Jest autorem muzyki do filmu Szamka (2011) w reż. Dariusza Siastacza.

## Nagrody
- Laureat Nagrody Miasta Gdańska dla Młodych Twórców w Dziedzinie Kultury (2000)[3]
- Laureat Nagrody Miasta Gdańska w Dziedzinie Kultury „Splendor Gedanensis” (za 2011)[4]

## Dyskografia

### Albumy autorskie i główne współprace
- Offshore – Olo Walicki, Maciej Grzywacz (2000, OWA Production)[2]
- 0-58 – Do dziesięciu (2001, OWA Production)[2]
- Metalla Pretiosa – Olo Walicki, Leszek Możdżer, Maurice de Martin, The Gdansk Philharmonic Brass (2004, OWA Production)[5]
- Kaszëbë (2007, OWA Production)[2]
- Trauma Theater – Theater der Liebe (2011, OWA Production)[5][6]
- Ewa – Film Music – wykonanie: Olo Walicki, Kira Boreczko-Dal, Sławek Jaskułke, Wacław Zimpel (2011, OWA Production)[7][8]
- The Saintbox – The Saintbox  (2012, Mysitc Production)[9]
- Kot (czy też kotka?), utwory wykonywane na płycie skomponowane zostały do wierszy poetów nominowanych do Nagrody Europejski Poeta Wolności 2012; Allegra Kabuki – głos, Wacław Zimpel – klarnety, harmonium, Kuba Staruszkiewicz – perkusja, Olo Walicki – kontrabas, harmonium, głos[10] (2014).
- Kaszebe II (2014, OWA Production / Mysitc Production)[11]

### Inne albumy
- Zbigniew Namysłowski – Dances (1993, Polonia Records)[12]
- Szwagierkolaska – Luksus (1995, Pomaton EMI)[13]
- Łoskot – Koncert w Mózgu (1995, Polonia Records)[14]
- Łoskot – Amariuch (1998, Multikulti Project)[15]
- Szwagierkolaska – Kicha (1999, Pomaton EMI)[16]
- Zbigniew Namysłowski – 3 Nights (1999, Polonia Records)
- Kobiety – Kobiety (2000, Biodro Records)[17]
- Łoskot – Śmierdzące kwiatuszki (2000, Folk)[18]
- Leszek Kułakowski, Tomasz Szukalski, Olo Walicki – Komeda in the Chamber Mood (2001, Adi Art)[19]
- Łoskot – Sun (2005, MIT Edition)[20]
- Daniel Bloom Feat. Leszek Możdżer Trio – Tulipany (2005, Warner Music Poland)[21]
- Kobiety – Mutanty (2011, Thin Man Records)[22]